# بخش گوشن (شهرستان شامپاین، اوهایو)
بخش گوشن (به انگلیسی: Goshen Township) یک منطقهٔ مسکونی در ایالات متحده آمریکا است که در شهرستان شمپین، اوهایو واقع شده‌است.
 بخش گوشن ۹۷٫۴۸ کیلومتر مربع مساحت و ۳٬۶۹۶ نفر جمعیت دارد و ۳۳۰ متر بالاتر از سطح دریا واقع شده‌است.